# Katmai nationalpark
Katmai nationalpark ligger i delstaten Alaska i USA. Parken sträcker sig över Lake and Peninsula Borough, Kodiak Island Borough, Kenai Peninsula Borough och Bristol Bay Borough. Området är känt för sina vulkaner.
Parken har också blivit uppmärksammad för historien om Timothy Treadwell, en dokumentärfilmare som i tretton somrar levde tillsammans med nationalparkens grizzlybjörnar och gjorde en film om detta. På den trettonde sommaren överfölls han och dödades av en björn. Regissören Werner Herzog skildrar detta i sin omdiskuterade film Grizzly Man.